# قائمة قرارات مجلس الأمن التابع للأمم المتحدة لعام 2018
تتضمن قائمة قرارات مجلس الأمن التابع للأمم المتحدة لعام 2018 جميع القرارات الصادرة عن مجلس الأمن التابع للأمم المتحدة خلال العام 2018.

## القائمة
| رقم القرار | الرمز             | نص القرار                         | موضوع القرار |
| ---------- | ----------------- | --------------------------------- | --- |
| 2398       | S/RES/2398 (2018) | نص الوثيقة على موقع الأمم المتحدة | الحالة في قبرص |
| 2399       | S/RES/2399 (2018) | نص الوثيقة على موقع الأمم المتحدة | الحالة في جمهورية أفريقيا الوسطى |
| 2400       | S/RES/2400 (2018) | نص الوثيقة على موقع الأمم المتحدة | تقارير الأمين العام عن السودان وجنوب السودان |
| 2401       | S/RES/2401 (2018) | نص الوثيقة على موقع الأمم المتحدة | الحالة في الشرق الأوسط |
| 2402       | S/RES/2402 (2018) | نص الوثيقة على موقع الأمم المتحدة | الحالة في الشرق الأوسط |
| 2403       | S/RES/2403 (2018) | نص الوثيقة على موقع الأمم المتحدة | تاريخ الانتخاب لملء شاغر في محكمة العدل الدولية |
| 2404       | S/RES/2404 (2018) | نص الوثيقة على موقع الأمم المتحدة | الحالة في غينيا - بيساو |
| 2405       | S/RES/2405 (2018) | نص الوثيقة على موقع الأمم المتحدة | تقارير الأمين العام عن السودان وجنوب السودان |
| 2406       | S/RES/2406 (2018) | نص الوثيقة على موقع الأمم المتحدة | تقارير الأمين العام عن السودان وجنوب السودان |
| 2407       | S/RES/2407 (2018) | نص الوثيقة على موقع الأمم المتحدة | عدم الانتشار/جمهورية كوريا الشعبية الديمقراطية |
| 2408       | S/RES/2408 (2018) | نص الوثيقة على موقع الأمم المتحدة | الحالة في الصومال |
| 2409       | S/RES/2409 (2018) | نص الوثيقة على موقع الأمم المتحدة | الحالة المتعلقة بجمهورية الكونغو الديمقراطية |
| 2410       | S/RES/2410 (2018) | نص الوثيقة على موقع الأمم المتحدة | المسألة المتعلقة بهايتي |
| 2411       | S/RES/2411 (2018) | نص الوثيقة على موقع الأمم المتحدة | تقارير الأمين العام عن السودان وجنوب السودان |
| 2412       | S/RES/2412 (2018) | نص الوثيقة على موقع الأمم المتحدة | تقارير الأمين العام عن السودان وجنوب السودان |
| 2413       | S/RES/2413 (2018) | نص الوثيقة على موقع الأمم المتحدة | بناء السلام والحفاظ على السلام |
| 2414       | S/RES/2414 (2018) | نص الوثيقة على موقع الأمم المتحدة | الوضع فيما يتعلق بالصحراء الغربية |
| 2415       | S/RES/2415 (2018) | نص الوثيقة على موقع الأمم المتحدة | الوضع في الصومال |
| 2416       | S/RES/2416 (2018) | نص الوثيقة على موقع الأمم المتحدة | تقارير الأمين العام عن السودان وجنوب السودان |
| 2417       | S/RES/2417 (2018) | نص الوثيقة على موقع الأمم المتحدة | حماية المدنيين في الصراع المسلح |
| 2418       | S/RES/2418 (2018) | نص الوثيقة على موقع الأمم المتحدة | تقارير الأمين العام عن السودان وجنوب السودان |
| 2419       | S/RES/2419 (2018) | نص الوثيقة على موقع الأمم المتحدة | صون السلام والأمن الدوليين |
| 2420       | S/RES/2420 (2018) | نص الوثيقة على موقع الأمم المتحدة | الحالة في ليبيا |
| 2421       | S/RES/2421 (2018) | نص الوثيقة على موقع الأمم المتحدة | الحالة المتعلقة بالعراق |
| 2422       | S/RES/2422 (2018) | نص الوثيقة على موقع الأمم المتحدة | الآلية الدولية لتصريف الأعمال المتبقية للمحكمتين الجنائيتين.                                                                                                  |
| 2423       | S/RES/2423 (2018) | نص الوثيقة على موقع الأمم المتحدة | الحالة في مالي |
| 2424       | S/RES/2424 (2018) | نص الوثيقة على موقع الأمم المتحدة | الحالة المتعلقة بجمهورية الكونغو الديمقراطية |
| 2425       | S/RES/2425 (2018) | نص الوثيقة على موقع الأمم المتحدة | تقارير الأمين العام عن السودان وجنوب السودان |
| 2426       | S/RES/2426 (2018) | نص الوثيقة على موقع الأمم المتحدة | الحالة في الشرق الأوسط |
| 2427       | S/RES/2427 (2018) | نص الوثيقة على موقع الأمم المتحدة | الأطفال والصراع المسلح |
| 2428       | S/RES/2428 (2018) | نص الوثيقة على موقع الأمم المتحدة | تقارير الأمين العام عن السودان وجنوب السودان |
| 2429       | S/RES/2429 (2018) | نص الوثيقة على موقع الأمم المتحدة | تقارير الأمين العام عن السودان وجنوب السودان |
| 2430       | S/RES/2430 (2018) | نص الوثيقة على موقع الأمم المتحدة | الحالة في قبرص |
| 2431       | S/RES/2431 (2018) | نص الوثيقة على موقع الأمم المتحدة | الحالة في الصومال |
| 2432       | S/RES/2432 (2018) | نص الوثيقة على موقع الأمم المتحدة | الحالة في مالي |
| 2433       | S/RES/2433 (2018) | نص الوثيقة على موقع الأمم المتحدة | الحالة في الشرق الأوسط |
| 2434       | S/RES/2434 (2018) | نص الوثيقة على موقع الأمم المتحدة | الحالة في ليبيا |
| 2435       | S/RES/2435 (2018) | نص الوثيقة على موقع الأمم المتحدة | رسالتان متطابقتان مؤرختان 19 كانون الثاني / يناير 2016 موجهتان إلى الأمين العام وإلى رئيس مجلس الأمن من الممثل الدائم لكولومبيا لدى الأمم المتحدة (S/2016/53) |
| 2436       | S/RES/2436 (2018) | نص الوثيقة على موقع الأمم المتحدة | عمليات الأمم المتحدة لحفظ السلام |
| 2437       | S/RES/2437 (2018) | نص الوثيقة على موقع الأمم المتحدة | صون السلام والأمن الدوليين |
| 2438       | S/RES/2438 (2018) | نص الوثيقة على موقع الأمم المتحدة | تقارير الأمين العام عن السودان وجنوب السودان |
| 2439       | S/RES/2439(2018)  | نص الوثيقة على موقع الأمم المتحدة | السلام والأمن في أفريقيا |
| 2440       | S/RES/2440 (2018) | نص الوثيقة على موقع الأمم المتحدة | الحالة في الصحراء الغربية |
| 2441       | S/RE/2441 (2018)  | نص الوثيقة على موقع الأمم المتحدة | الحالة في ليبيا |
| 2442       | S/RE/2442 (2018)  | نص الوثيقة على موقع الأمم المتحدة | الحالة في الصومال |
| 2443       | S/RES/2443(2018)  | نص الوثيقة على موقع الأمم المتحدة | الحالة في البوسنة والهرسك |
| 2444       | S/RES/2444(2018)  | نص الوثيقة على موقع الأمم المتحدة | الوضع في الصومال |
| 2445       | S/RES/2445(2018)  | نص الوثيقة على موقع الأمم المتحدة | تقارير الأمين العام عن السودان وجنوب السودان |
| 2446       | S/RES/2446(2018)  | نص الوثيقة على موقع الأمم المتحدة | الوضع في جمهورية أفريقيا الوسطى |
| 2447       | S/RES/2447 (2018) | نص الوثيقة على موقع الأمم المتحدة | عمليات الأمم المتحدة لحفظ السلام |
| 2448       | S/RES/2448 (2018) | نص الوثيقة على موقع الأمم المتحدة | الحالة في جمهورية أفريقيا الوسطى |
| 2449       | S/RES/2449 (2018) | نص الوثيقة على موقع الأمم المتحدة | الحالة في الشرق الأوسط |
| 2450       | S/RES/2450(2018)  | نص الوثيقة على موقع الأمم المتحدة | الحالة في الشرق الأوسط |
| 2451       | S/RES/2451(2018)  | نص الوثيقة على موقع الأمم المتحدة | الحالة في الشرق الأوسط |

## المرجع
1. ↑  "القرارات التي اتخذها مجلس الأمن في عام 2018". الأمم المتحدة. مؤرشف من الأصل في 3 تموز / يوليو 2019. اطلع عليه بتاريخ 14 كانون الثاني / يناير 2020. {{استشهاد ويب}}: تحقق من التاريخ في: |تاريخ الوصول= و|تاريخ أرشيف= (مساعدة)